# P&O Cruises
P&O Cruises é uma companhia de navegação especializada em cruzeiros marítimos com sede em Southampton, no Reino Unido, pertencente ao grupo empresarial Carnival Corporation & plc. Ela tem a sua origem ligada a P&O.

## Frota
P&O Cruises opera uma moderna frota de sete navios. Todos os navios estão registrados em Bermudas. O navio mais antigo, o MV Oriana entrou em operasse em 1995, e o navio mais novo 0 MV Azura em 2010. Em meados de 2011 o estaleiro italiano Fincantieri recebeu uma encomenda para a construção de um novo navio de cruzeiro de 141 mil toneladas de arqueação bruta para a P & O Cruises. Com o nome de Britannia navio terá capacidade para transportar até 3 611 passageiros e e tem a sua conclusão prevista para março de 2015.
| Navios  | Ano de construção | Entrada de serviço na P&O | GRT     | Bandeira |
| ------- | ----------------- | ------------------------- | ------- | -------- |
| Oriana  | 1995              | 1995                      | 69 153  | Bermuda  |
| Aurora  | 2000              | 2000                      | 76 152  | Bermuda  |
| Oceana  | 2000              | 2002                      | 77 499  | Bermuda  |
| Arcadia | 2005              | 2005                      | 84 342  | Bermuda  |
| Ventura | 2008              | 2008                      | 116 017 | Bermuda  |
| Azura   | 2010              | 2010                      | 115 000 | Bermuda  |
| Adonia  | 2001              | 2011                      | 30 277  | Bermuda  |

## Outros navios
O Artania  lançado em 1984 inicialmente pertenceu a Princess Cruises com o nome de MV Royal Princess, navegou pela P&O entre 2005—2011, sendo depois transferido para a Phoenix-Reisen com o nome de MV Artania.